# 宮崎亮 (医師)
宮崎 亮（みやざき まこと、1928年 - ）は、日本の医師。王滝村国民健康保険直営王滝診療所所長。

## 人物・来歴
1954年（昭和29年）、北海道大学医学部卒（北大医学部30期生）。ニューヨーク大学メディカルカレッジにおいてチーフレジデントとして外科･泌尿器科を専攻。
1963年よりキリスト教精神に基づき妻の安子(医師)と供にナイジェリアで献身的に医療活動に従事、1980年からバングラデシュにおいて医療に従事。

## 受賞
- 平成12年度第11回武見賞受賞

受賞理由：アフリカ・アジアの最貧地方に身を投じ、20年余に亘り献身的現地医療を行った実践力と純粋さに対して
- 平成17年北海道大学医学研究科･特別賞授賞

受賞理由：アフリカ･アジアの最貧地方における献身的国際医療活動に対して

## 著作
- 1972年『密林の生と死と愛』（新教出版）
- 宮崎亮、加藤秀共著1988年『ノーレン君の目が見えた!―バングラデシュで活躍する日本人医師夫妻の記録』（偕成社）